# Ein Kater macht Theater
Ein Kater macht Theater (The Cat in the Hat) ist eine US-amerikanische Abenteuerkomödie aus dem Jahr 2003. Regie führte Bo Welch, das Drehbuch schrieben Alec Berg, David Mandel und Jeff Schaffer anhand des Kinderbuches Der Kater mit Hut (Originaltitel: The Cat in the Hat) von Theodor Seuss Geisel, genannt Dr. Seuss.

## Handlung
Die alleinstehende Immobilienmaklerin Joan Walden hat zwei Kinder, Sally und Conrad. Sie trifft sich mit ihrem Nachbarn Lawrence Quinn, den sie heiraten will. Quinn hat vor, seinen künftigen Stiefsohn auf eine Militärschule zu schicken.
Die Kinder sitzen alleine in ihrem Haus und langweilen sich. Sie werden von einem sprechenden Kater besucht, der die Größe eines Menschen hat. Der Kater ignoriert den Fisch der Kinder, der ihn anzusprechen versucht, und legt einen Vertrag vor, der den Kindern Spaß bietet.
Gemeinsam mit dem Kater und mit seinen Helfern Ding 1 sowie Ding 2 erleben die Kinder in einer Fantasiewelt zahlreiche Abenteuer. Sie verwüsten ihr Haus und stellen Quinn als charakterlich schwach bloß. Am Ende wird die Hausordnung wieder hergestellt, bevor Joan zurückkehrt.
Joan erkennt, dass Quinn nicht der ist, für den sie ihn hielt, und weist ihn ab.
Die komplette Geschichte wird von einem anonymen Erzähler erzählt, der, wie man am Ende erfährt, der Kater ist.

## Kritiken
Roger Ebert schrieb in der Chicago Sun-Times vom 21. November 2003, das Produktionsdesign des Films sei gut, der Film sei jedoch enttäuschend. Er sei ein weiterer überreizter Misserfolg („overwrought clunker“) wie Der Grinch.
Die Zeitschrift Cinema schrieb, der Film habe „maßlose Häme von nahezu allen amerikanischen Filmkritikern“ erfahren, die Kinderbuchverfilmung sei jedoch „viel, viel besser als ihr miserabler Ruf“. Er sei einer der „fantasievollsten und kurzweiligsten Knirps-Filme der letzten Jahre“; ein „grellbuntes, mitreißendes Happening“. Man könne sich „am rasanten Tempo, an den respektlosen Gags und den surrealen Bilderwelten erfreuen“. Das Fazit der Redaktion: „Giftig, lustig und ein visuelles Fest“.
Prisma findet, „Mike Myers schlüpfte hier in das Kostüm des Katers und hat freilich ab und zu Humor mit Albernheit verwechselt. So bietet dieser Film für kleinere Zuschauer sicherlich angenehme Unterhaltung, ältere Kinder hingegen dürften schnell genervt sein.“

## Auszeichnungen
Dakota Fanning wurde im Jahr 2004 für den Young Artist Award nominiert. Mike Myers wurde im Jahr 2004 für den Kids’ Choice Award nominiert. Der Film wurde 2004 in drei Kategorien für den Hollywood Makeup Artist and Hair Stylist Guild Award nominiert. David Newman gewann 2004 den BMI Film Music Award.
Die Deutsche Film- und Medienbewertung FBW in Wiesbaden verlieh dem Film das Prädikat wertvoll.
Der Film erhielt im Jahr 2004 die Goldene Himbeere als Schlechtester Ersatz für einen echten Film – nur Konzept, kein Inhalt. Er wurde in sieben weiteren Kategorien für die Goldene Himbeere nominiert, darunter als Schlechtester Film, für Bo Welch, Mike Myers, Alec Baldwin und Kelly Preston. Im Jahr 2005 wurde er für die Goldene Himbeere als Schlechteste „Komödie“ des Vierteljahrhunderts nominiert. Von der Dallas-Fort Worth Film Critics Association erhielt der Film im Jahr 2004 den Titel des Schlechtesten Films.

## Hintergründe

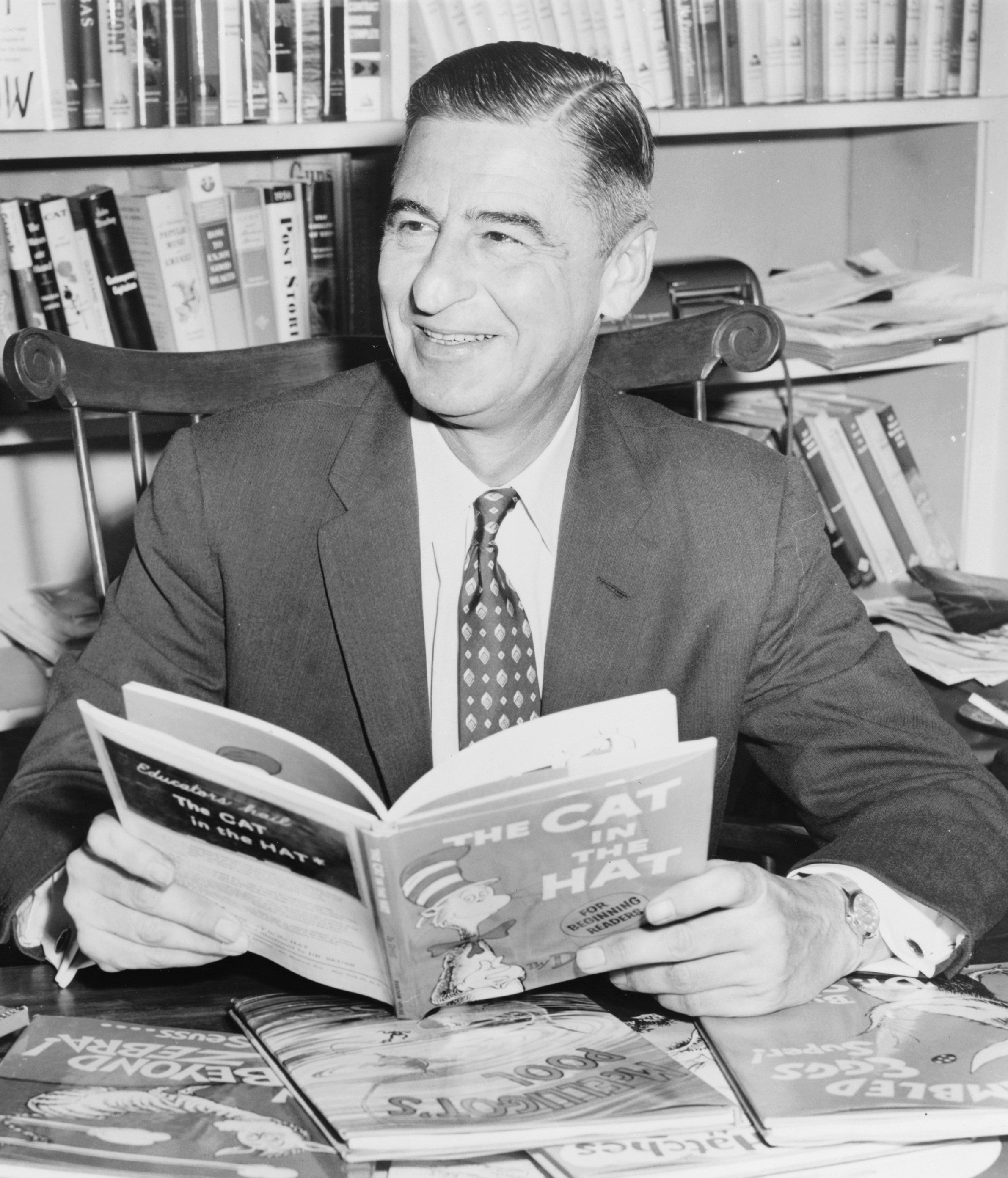
Vorlagenautor Dr. Seuss mit seinem Buch The Cat in the Hat

Der Film wurde in Los Angeles und in einigen anderen kalifornischen Orten sowie in Longleaf (Florida) gedreht. Seine Produktionskosten betrugen schätzungsweise 109 Millionen US-Dollar. Der Film spielte in den Kinos der USA ca. 100,4 Millionen US-Dollar ein.

## Trivia
Geisels Witwe Audrey Geisel war derart enttäuscht von dem Film, dass sie im Nachhinein weitere Realfilm-Adaptionen von den Werken ihres verstorbenen Mannes verbot.
Das Bild des Katers mit einem Baseballschläger ist zu einem weit verbreiteten Internetphänomen geworden. Oft wird der Kater dabei als Attentäter dargestellt.